# Valderejo-Sobrón-Árcenako mendilerroa / Valderejo-Sobrón-Sierra de Árcena
Valderejo-Sobrón-Árcenako mendilerroa / Valderejo-Sobrón-Sierra de Árcena este o arie protejată (arie specială de conservare — SAC, sit de importanță comunitară — SCI, arie de protecție specială avifaunistică — SPA) din Spania întinsă pe o suprafață de 6.815,71 ha, integral pe uscat.

## Localizare
Centrul sitului Valderejo-Sobrón-Árcenako mendilerroa / Valderejo-Sobrón-Sierra de Árcena este situat la coordonatele 42°52′36″N 3°13′55″W / 42.8768°N 3.2319°V.

## Înființare
Situl Valderejo-Sobrón-Árcenako mendilerroa / Valderejo-Sobrón-Sierra de Árcena a fost declarat sit de importanță comunitară în iulie 2000 pentru a proteja 2 specii de plante și 74 de specii de animale. Alte tipuri de protecție:
- arie de protecție specială avifaunistică (în noiembrie 2000)[2]
- arie specială de conservare (în mai 2016)[1][3][4]

## Biodiversitate
Situată în ecoregiunea mediteraneană, aria protejată conține 28 de habitate naturale: Grohotișuri termofile și vest-mediteraneene, Peșteri inaccesibile publicului, Păduri aluvionare cu Alnus glutinosa și Fraxinus excelsior (Alno-Padion, Alnion incanae, Salicion albae), Pajiști alpine și boreale, Pseudostepă cu ierburi și specii anuale de Thero-Brachypodietea, Formațiuni stabile xerotermofile de Buxus sempervirens pe pante stâncoase (Berberidion p.p.), Galerii de Salix alba și de Populus alba, Mlaștini calcaroase cu Cladium mariscus și specii de Caricion davallianae, Izvoare petrifiante cu formare de travertin (Cratoneurion), Păduri pe pante, grohotișuri și ravene de Tilio-Acerion, Formațiuni ierboase bogate în specii de Nardus, dezvoltate pe substraturi silicioase în zone montane (și în zone submontane, în Europa continentală), Păduri de pin mediteraneene cu pini mezogeni endemici, Păduri de fag acidofile atlantice, cu subarboret de Ilex și, uneori, de asemenea, Taxus, la nivelul arbuștilor (Quercion robori-petraeae sau Ilici-Fagenion), Liziere de ierburi înalte hidrofile de câmpie și de nivel montan până la alpin, Pajiști uscate europene, Mlaștini alcaline, Matorral arborescenți cu Juniperus spp., Păduri de stejar galițio-portugheze cu Quercus robur și Quercus pyrenaica, Păduri de Castanea sativa, Pajiști uscate seminaturale și facies de acoperire cu tufișuri pe substraturi calcaroase (Festuco-Brometalia) (* situri importante pentru orhidee), Lande oro-mediteraneene cu formațiuni endemice de grozamă, Ape puternic oligomezotrofe cu vegetație bentonică cu Chara spp., Pajiști alpine și subalpine calcaroase, Păduri de Quercus ilex și Quercus rotundifolia, Lacuri eutrofice naturale cu vegetație de tip Magnopotamion sau Hydrocharition, Pante stâncoase calcaroase cu vegetație casmofită, Păduri iberice de Quercus faginea și Quercus canariensis, Păduri de fag din Europa Centrală dezvoltate pe sol calcaros cu Cephalanthero-Fagion.
La baza desemnării sitului se află mai multe specii protejate:
- plante (2): Narcissus asturiensis, Narcissus pseudonarcissus subsp. nobilis
- păsări (59): fluierar de munte (Actitis hypoleucos), vulturul negru (Aegypius monachus), pescăruș albastru (Alcedo atthis), rață mare (Anas platyrhynchos), fâsă-de-câmp (Anthus campestris), fâsă de pădure (Anthus spinoletta), acvilă de munte (Aquila chrysaetos), Aquila fasciata, stârc cenușiu (Ardea cinerea), stârc roșu (Ardea purpurea), buha (Bubo bubo), caprimulg (Caprimulgus europaeus), scatiu (Carduelis spinus), mierla de apă (Cinclus cinclus), șerpar (Circaetus gallicus), erete de stuf (Circus aeruginosus), erete vânăt (Circus cyaneus), erete cenușiu (Circus pygargus), porumbel gulerat (Columba palumbus), prepeliță (Coturnix coturnix), ciocănitoare neagră (Dryocopus martius), presură de grădină (Emberiza hortulana), șoim de iarnă (Falco columbarius), șoim călător (Falco peregrinus), șoimul rândunelelor (Falco subbuteo), lișiță (Fulica atra), becațină comună (Gallinago gallinago), cocor (Grus grus), zăgan (Gypaetus barbatus), vulturul pleșuv sur (Gyps fulvus), acvilă pitică (Hieraaetus pennatus), capîntortură (Jynx torquilla), sfrâncioc roșiatic (Lanius collurio), forfecuță gălbuie (Loxia curvirostra), ciocârlie de pădure (Lullula arborea), gaia neagră (Milvus migrans), gaia roșie (Milvus milvus), mierlă de piatră (Monticola saxatilis), muscar sur (Muscicapa striata), vultur egiptean (Neophron percnopterus), pietrar sur (Oenanthe oenanthe), ciuf-pitic (Otus scops), potârniche (Perdix perdix), viespar (Pernis apivorus), cormoran mare (Phalacrocorax carbo), codroșul de pădure (Phoenicurus phoenicurus), pitulice-fluierătoare (Phylloscopus trochilus), Prunella collaris, Pyrrhocorax pyrrhocorax, mărăcinar (Saxicola rubetra), sitar de pădure (Scolopax rusticola), turturică (Streptopelia turtur), silvie roșcată (Sylvia cantillans), silvie de tufiș (Sylvia undata), fluierarul de zăvoi (Tringa ochropus), sturzul viilor (Turdus iliacus), mierlă gulerată (Turdus torquatus), pupăză (Upupa epops), nagâț (Vanellus vanellus)
- amfibieni (1): Discoglossus galganoi
- mamifere (7): liliac cârn (Barbastella barbastellus), vidră de râu (Lutra lutra), liliac cu aripi lungi (Miniopterus schreibersii), nurcă (Mustela lutreola), liliac comun (Myotis myotis), liliacul mare cu potcoavă (Rhinolophus ferrumequinum), liliacul mic cu potcoavă (Rhinolophus hipposideros)
- nevertebrate (6): Austropotamobius pallipes, Coenagrion mercuriale, fluturele auriu (Euphydryas aurinia), Euplagia quadripunctaria, rădașcă (Lucanus cervus), Rosalia alpina
- pești (1): Parachondrostoma miegii

Pe lângă speciile protejate, pe teritoriul sitului au mai fost identificate 5 specii de plante, 18 specii de păsări, 7 specii de amfibieni, 9 specii de mamifere, 3 specii de reptile.